# 제곱인치
제곱인치(영어: square inch, 복수는 영어: square inches)는 넓이를 재는 단위로, 너비가 1 인치인 정사각형 넓이를 말한다. 영국, 미국에서 많이 쓰이는 단위다.

## 기호
- sq inches, sq inch, sq in
- inches/-2, inch/-2, in/-2
- inches^2, inch^2, in^2
- inches², inch², in²

## 동등량
1 제곱 인치와 동등량은:
- 0.006 9 제곱 피트 (1 제곱 푸트 = 144  제곱 인치)
- 0.000 7 제곱 야드 (1 제곱 야드 = 1,296 제곱 인치)
- 6.4516 제곱 센티미터 (1 제곱 센티미터 = 0.155 000 310 제곱 인치)
- 0.000 645 16 제곱 미터 (1 제곱 미터 = 1,550.003 100 제곱 인치)